# Martha Rivera-Garrido
Martha Rivera-Garrido, también conocida como Martha Rivera (Santo Domingo, 19 de enero de 1961), es una escritora de República Dominicana. Forma parte del grupo literario dominicano Generación de los 80.

## Trayectoria
Rivera-Garrido nació en 1961. Es bisnieta del poeta dominicano Gastón Fernando Deligne. Estudió Ciencias Políticas en la Universidad Autónoma de Santo Domingo. Ha vivido largas temporadas en Estados Unidos en las ciudades de Nueva York y Miami, así como en San Juan de Puerto Rico. 
Rivera-Garrido era conocida como poeta antes del lanzamiento de su primera novela, que llevaba por título He olvidado tu nombre. El libro ganó el Premio Internacional de Novela de la Casa de Teatro en 1996. En 2013, una calle de Santo Domingo recibió su nombre.

## Obra

### Poesía
- 1985 – 20th Century y otros poemas. Ediciones Armario Urbano.
- 1985 – Transparencias de mi espejo. Editora Búho.
- 1995 – Geometría del vértigo. Editora El Nuevo Diario.
- 2013 – Enma, la noche, el mar y su maithuna... Editora El Nuevo Diario.[5]
- 2014 – Alfabeto de agua: poesía reunida de Martha Rivera-Garrido 1985–2013. Ediciones Ferilibro.
- 2022 – Narraciones de ella. Huerga y Fierro Editores. ISBN 978-8412516500
- 2024 – Memorial de Medusa. Editorial Huerga y Fierro Editores. ISBN 9788412777727

### Ficción
- 1996 – He olvidado tu nombre.[6][7]

### No ficción
- 2018 – Tonó: una historia de solidaridad sin límites con las hermanas Mirabal y su familia. Publicaciones de la Fundación Hermanas Mirabal.[8] ISBN 9789945592252

## Reconocimientos
En 1996, Rivera-Garrido recibió el Premio Internacional de Narrativa Casa de Teatro por su novela titulada He olvidado tu nombre. En 2013, el Ministerio de Cultura de la República Dominicana le rindió homenaje dedicándole una jornada de la Feria Internacional del Libro de Santo Domingo, reconociendo así su contribución significativa a la literatura dominicana. Ese mismo año, en honor a su legado, una calle de la Plaza Cultural Dominicana en Santo Domingo fue nombrada en su honor.